# Amt Mecklenburgische Kleinseenplatte
Het Amt Mecklenburgische Kleinseenplatte is een samenwerkingsverband van 4 gemeenten. Het amt ligt in het landkreis Mecklenburgische Seenplatte in de Duitse deelstaat Mecklenburg-Voor-Pommeren. Het telt 7.992 inwoners. Het bestuurscentrum bevindt zich in de stad Mirow.

## Geschiedenis
Het Amt Mecklenburgische Kleinseenplatte ontstond op 1 juli 2004 uit het samengaan van de voormalige Amten Mirow en Wesenberg.

## Gemeenten
Het Amt bestaat uit de volgende gemeenten:
1. Mirow
2. Priepert
3. Wesenberg
4. Wustrow